# Emiliano Otegui Piedra
Emiliano Otegui Piedra (1954, Madrid, España) es un director de producción y productor ejecutivo español conocido por películas como El Amor Brujo (1986) o Tesis (1996). Ha trabajado con directores de cine reconocidos como Alejandro Amenábar, José Luis Cuerda o Carlos Saura.

## Trayectoria
Comenzó sus estudios superiores en la Universidad Complutense de Madrid, donde estudió una licenciatura en Ciencias de la Información, Imagen y Sonido entre 1974 y 1980. En 1984 empieza su carrera como director de producción en películas y series de televisión. 
Desde 1995 hasta 2011 trabajó en Las Producciones del Escorpión como director de producción y productor ejecutivo en películas reconocidas del panorama español. En 2008 trabajó en MOD Producciones también como director de producción. Desde 2002 y hasta la actualidad se encuentra en Estudios Organizativos y Proyectos Cinematográficos, S.L. como director general. 
Además, ha formado parte en el equipo de producción de la Gala de los Premios Goya desde 2014 hasta el día de hoy en diferentes ámbitos, como productor ejecutivo y director de producción.

## Vida personal
Es sobrino de Emiliano Piedra, productor y distribuidor cinematográfico español que estuvo casado con la actriz Emma Penella. Tío y sobrino trabajaron en proyectos como La Regenta (1995).

## Filmografía
| Proyecto                          | Año  | Cargo                                        |
| --------------------------------- | ---- | -------------------------------------------- |
| Padre nuestro                     | 1985 | Director de producción                       |
| El amor brujo                     | 1986 | Director de producción                       |
| El bosque animado                 | 1987 | Director de producción                       |
| Berlín blues                      | 1988 | Director de producción                       |
| El Quijote de Miguel de Cervantes | 1991 | Director de producción                       |
| Ciénaga                           | 1993 | Productor ejecutivo                          |
| La Regenta                        | 1995 | Director de producción                       |
| Tesis                             | 1995 | Productor ejecutivo y director de producción |
| Abre los ojos                     | 1997 | Productor ejecutivo                          |
| La lengua de las mariposas        | 1999 | Director de producción                       |
| Los otros                         | 2001 | Director de producción                       |
| Mar adentro                       | 2004 | Director de producción                       |
| Los girasoles ciegos              | 2008 | Productor ejecutivo                          |

## Galardones
Emiliano Otegui se encuentra en el segundo lugar de la lista de directores de producción más galardonados de los Premios Goya con tres estatuillas, puesto que comparte con la también directora de producción Esther García. 
- III edición - 1988 - Berlín Blues (NOMINADO)
- XI edición - 1996 - Tesis (GANADOR)
- XIII edición - 1998 - Abre los ojos (NOMINADO)
- XIV edición - 1999 - La lengua de las mariposas (NOMINADO)
- XVI edición - 2001 - Los otros (GANADOR)
- XIX edición - 2004 - Mar adentro (GANADOR)
- XXIII edición - 2008 - Los girasoles ciegos (NOMINADO)